# 1975-ös magyar birkózóbajnokság
Az 1975-ös magyar birkózóbajnokság a hatvannyolcadik magyar bajnokság volt. A kötöttfogású bajnokságot június 21. és 22. között rendezték meg Budapesten, a Nemzeti Sportcsarnokban, a szabadfogású bajnokságot pedig június 7. és 8. között Budapesten, a Játékcsarnokban.

## Eredmények

### Férfi kötöttfogás
| Versenyszám | Arany                               | Arany | Ezüst                         | Ezüst | Bronz                            | Bronz |
| ----------- | ----------------------------------- | ----- | ----------------------------- | ----- | -------------------------------- | ----- |
| 48 kg       | Sántha József Újpesti Dózsa         |       | Seres Ferenc Honvéd Szondi SE |       | Sudár Antal EVIG SE              |       |
| 52 kg       | Rácz Lajos Honvéd Szondi SE         |       | Grész Lajos Bp. Honvéd        |       | Trenka János Dunaújvárosi Kohász |       |
| 57 kg       | Molnár Gyula Ganz-MÁVAG VSE         |       | Doncsecz József Vasas SC      |       | Légrádi Gusztáv Honvéd Szondi SE |       |
| 62 kg       | Réczi László Kiskunfélegyházi Vasas |       | Tóth István Ganz-MÁVAG VSE    |       | Mészáros Tamás Ferencvárosi TC   |       |
| 68 kg       | Toma Ferenc Vasas SC                |       | Nemes Mihály Bp. Honvéd       |       | Németh István Bp. Spartacus      |       |
| 74 kg       | Kocsis Ferenc Ganz-MÁVAG VSE        |       | Toma Mihály Vasas SC          |       | Steer Antal BVSC                 |       |
| 82 kg       | Hornyák József BVSC                 |       | Hegedűs Miklós Vasas SC       |       | Juhász József Diósgyőri VTK      |       |
| 90 kg       | Séllyei István Vasas SC             |       | Pércsi József Bp. Honvéd      |       | Goda József Bp. Honvéd           |       |
| 100 kg      | Farkas József Vasas SC              |       | Nagy Péter Vasas SC           |       | Szabari Kálmán Újpesti Dózsa     |       |
| +100 kg     | Rovnyai János MTK-VM                |       | Nagy József Bp. Honvéd        |       | Lajos Zsigmond Diósgyőri VTK     |       |

### Férfi szabadfogás
| Versenyszám | Arany                          | Arany | Ezüst                        | Ezüst | Bronz                              | Bronz |
| ----------- | ------------------------------ | ----- | ---------------------------- | ----- | ---------------------------------- | ----- |
| 48 kg       | Gyulai Mihály Ferencvárosi TC  |       | Seres Imre Honvéd Szondi SE  |       | András Lajos Csepel SC             |       |
| 52 kg       | Gál Henrik Ferencvárosi TC     |       | Szalontai Imre Bp. Honvéd    |       | Szabó Lajos Csepel Autó VSE        |       |
| 57 kg       | Szalontai Zoltán Diósgyőri VTK |       | Simon György Bp. Honvéd      |       | Jámbor László Debreceni VSC        |       |
| 62 kg       | Fodor Mihály Debreceni VSC     |       | Idei Gyula Csepel SC         |       | Fekete Tibor Bp. Honvéd            |       |
| 68 kg       | Kocsis János Bp. Honvéd        |       | Búzás Károly Bp. Honvéd      |       | Nádházi István Bp. Honvéd          |       |
| 74 kg       | Vígh Péter Ferencvárosi TC     |       | Fehér István Ferencvárosi TC |       | Rusznyák József Diósgyőri VTK      |       |
| 82 kg       | Kovács István Csepel SC        |       | Deák András Diósgyőri VTK    |       | Petrezselyem Antal Ferencvárosi TC |       |
| 90 kg       | Molnár Géza Bp. Honvéd         |       | Géth Ede Tatabányai Bányász  |       | Bajkó Károly Vasas SC              |       |
| 100 kg      | Csatári József Bp. Honvéd      |       | Csikós Ferenc Szegedi VSE    |       | Szécsi Gyula Csepel SC             |       |
| +100 kg     | Balla József Ferencvárosi TC   |       | Szemerédi Péter Bp. Honvéd   |       | Maróthy István Csepel SC           |       |